# A Gallery of Gershwin
A Gallery of Gershwin è un album discografico a nome della The First Modern Piano Quartet con l'orchestra condotta da Manny Albam, pubblicato dall'etichetta discografica Coral Records nel 1958.

## Tracce
Brani composti da George Gershwin.
Lato A
1. Fascinating Rhythm – 3:08
2. Love Walked In – 3:03
3. Clap Yo' Hands – 2:05
4. The Man I Love – 3:06
5. Someone to Watch Over Me – 3:11
6. Mine – 2:36

Durata totale: 17:09
Lato B
1. Liza (All the Clouds'll Roll Away) – 2:14
2. Bess You Is My Woman – 4:45
3. Love Is Here to Stay – 3:25
4. Somebody Loves Me – 3:35
5. Soon – 3:05

Durata totale: 17:04

## Musicisti
- Manny Albam - arrangiamenti, conduttore orchestra
- Dick Marx - pianoforte (solista nei brani: Someone to Watch Over Me / Bess You Is My Woman / Soon)
- Eddie Costa - pianoforte (solista nei brani: Fascinating Rhythm / Love Is Here to Stay)
- Hank Jones - pianoforte (solista nei brani: Fascinating Rhythm / The Man I Love / Somebody Loves Me)
- Johnny Costa - pianoforte (solista nei brani: Love Walked In)
- Componenti orchestra non accreditati